# 彭炳
彭炳（1881年—1914年8月），字德武，一字德五，四川省成都府新津縣普興鄉人，宣統二年工科進士，曾留學大阪高等工業學校。

## 生平
幼時家貧。儀有薄田數畝。常寄居親戚潘敬堂家中，與潘子同就讀於潘家私塾。彭甚聰敏，為潘所喜愛，時供與衣食、書籍費用。
光緒三十一年(1905年)．彭赴日留學。畢業於大阪高等工業學校。
光緒三十四年(1908年)，彭炳官費留學日本，先在大阪工業預備學校學習，後轉入大阪工業專科學校。
宣統二年(1910年)九月二日，內閣奉上諭：彭炳著賞給工科進士。
宣統三年(1911年)，授職翰林院庶吉士。
彭回國後任教於成都石室中學。
民國元年(1912年)，任四川省臨時參議會議員。
民國元年(1912年)，四川省教育司制定《職業學校辦法程式》，四川省民政司於2年1月委派彭炳籌辦省屬四川職業學校。2年4月1日，在彭炳先生積極籌辦的四川第一所示範性實業學校——四川職業學校籌組成功正式開學，彭炳任校長。2年秋改校名為四川省立甲種工業學校。
民國2年(1913年)，彭因盡心辦學，經省民政長官胡景伊呈文大總統褒獎：「四川甲種工業學校校長彭炳於民國二年由前兼民政長胡景伊聘任創辦該校，彭校長受事以來，於校舍校務，經營規劃，鉅細不遺，既恐虛耗財力，又慮有壞學規；建築設備力求樸素、深堅，管教規程務期謹嚴詳密，籌辦甫閱一年，規模已形大備，現開辦應用化學、染織兩科，學生170餘人，胥秩然就範，而各屬向學之子，猶延頸企踵盼該校之築成。前途發展，又可預卜，此該校長彭炳辦學得力之情形也。」
民國3年(1914年)8月，彭炳因積勞成疾，病逝。

## 身后
《四川政報》贊其「學問淵深，品行端粹，自任斯職，對於校務，罔不竭慮殫精，力謀完備，其高尚廉潔，尤堪矜式」；為「感悼彭炳，以彰勞勳」，四川省民政公署特拔銀千元治喪。 